# Мезін Андрій Анатолійович
Андрій Анатолійович Мезін (біл. Андрэй Анатольевіч Мезін; 8 липня 1974, м. Челябінськ, СРСР) — білоруський хокеїст, воротар. Заслужений майстер спорту Республіки Білорусь (2002).
Виступав за «Роанок Експресс» (ECHL), «Флінт Дженералс» (CoHL), «Форт-Вейн Кометс» (ІХЛ), «Лас-Вегас Тандер» (ІХЛ), «Рочестер Американс» (АХЛ), «Детройт Вайперс» (UHL), «Нюрнберг Айс-Тайгерс», «Берлін Кепіталс», «Ак Барс» (Рязань), ХК «Чеське Будейовіце», СКА (Санкт-Петербург), «Салават Юлаєв» (Уфа), «Металург» (Магнітогорськ), «Динамо» (Мінськ), «Авангард», «Трактор».
У складі національної збірної Білорусі провів 100 матчів (241 пропущена шайба), учасник зимових Олімпійських ігор 1998, 2002 і 2010, учасник чемпіонатів світу 1998, 1999, 2000, 2001, 2002 (дивізіон I), 2003, 2004 (дивізіон I), 2005, 2006, 2007, 2009, 2010 і 2011.
Досягнення
- Срібний призер чемпіонату Німеччини (1999).
- Володар Кубка європейських чемпіонів (2008)
- Володар Кубка Шпенглера (2009)
- Учасник матчу всіх зірок КХЛ (2010)
- Найкращий хокеїст року Білорусі (1998, 1999, 2005, 2006).